# Hugo Seydel

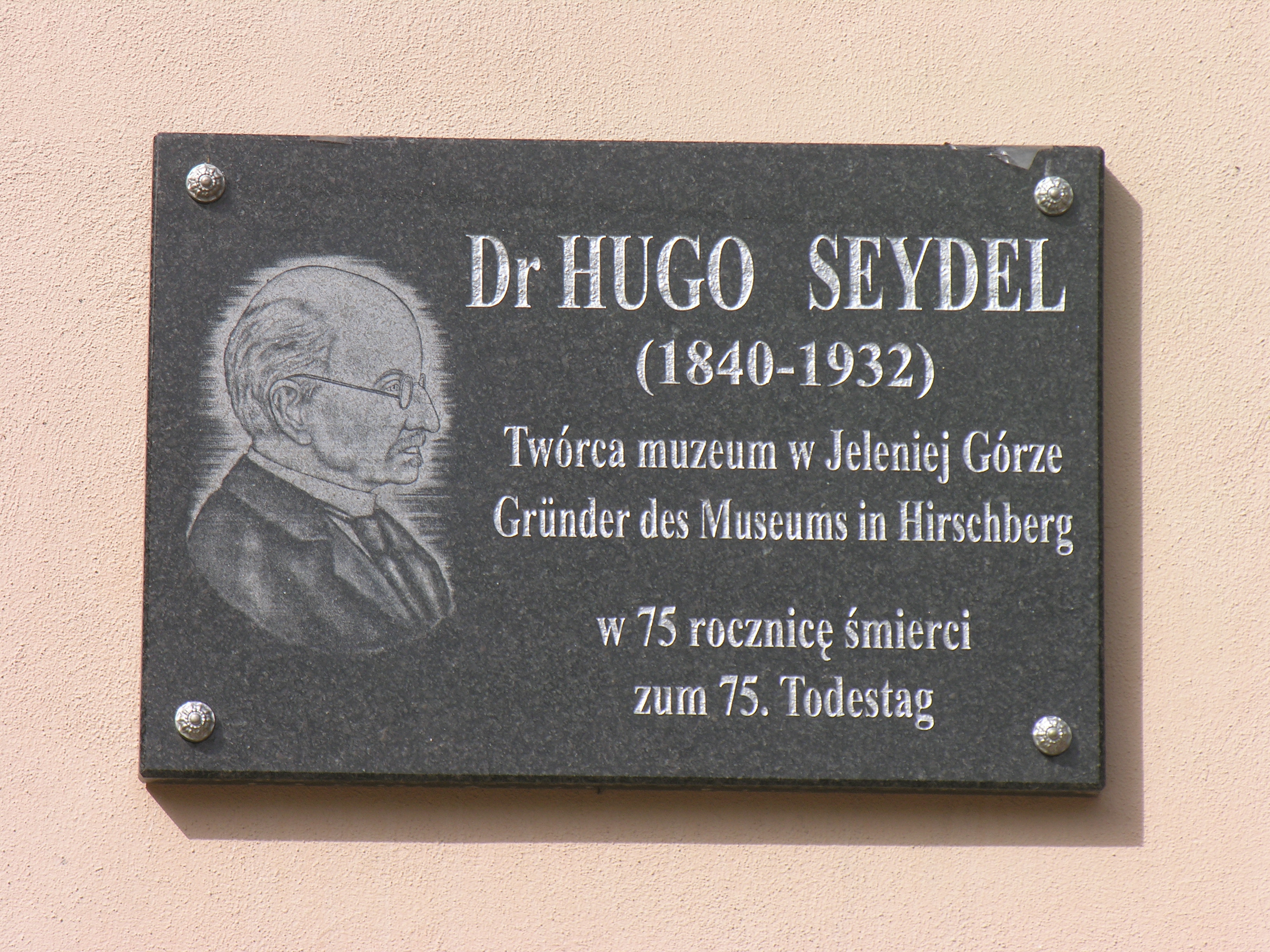
Tablica pamiątkowa ku czci Hugo Seydela na budynku Muzeum Karkonoskiego

Hugo Seydel (ur. 12 listopada 1840 w Legnicy; zm. 3 października 1932 w Jeleniej Górze) – pruski prawnik, polityk, działacz Towarzystwa Karkonoskiego.
Hugo Seydel był synem urzędnika pocztowego. Ukończył Akademię Rycerską w Legnicy, a następnie studiował prawo we Wrocławiu, Gießen i Berlinie. Pracował w sądach w Legnicy, Mużakowie, Bolesławcu.
W 1883 wstąpił do sekcji Przesieka Towarzystwa Karkonoskiego. Wiosną 1885 został przeniesiony do Jeleniej Góry i został członkiem tamtejszej sekcji, a rok później członkiem jej zarządu. W 1888 wszedł w skład Zarządu Głównego. W 1897 po śmierci prezesa Zarządu Głównego Fieka przejął jego obowiązki, a dwa lata później został formalnie wybrany na prezesa. Funkcję tę pełnił do 1921 roku.
Od 1895 jako deputowany do śląskiego Landtagu został jego przedstawicielem w pruskim parlamencie w Berlinie.
Hugo Seydel jako działacz Towarzystwa Karkonoskiego zasłużył się w sprawie budowy dróg górskich. W 1914 doprowadził do wybudowania gmachu Muzeum Karkonoskiego w Jeleniej Górze. Pochowany na cmentarzu w Jeleniej Górze. 